# یواس‌اس فنلاند (آی‌دی-۴۵۴۳)
یواس‌اس فنلاند (آی‌دی-۴۵۴۳) (به انگلیسی: USS Finland (ID-4543)) یک کشتی است که طول آن ۵۸۰ فوت (۱۸۰ متر) می‌باشد. این کشتی در سال ۱۹۰۲ ساخته شد.